# Fabián Cardona
Fabián Cardona (Bogotá, Colombia; 15 de julio de 1985) es un futbolista colombiano. Juega de mediocampista.
En la fecha 21 de la temporada 2010, marcó el gol más rápido en la historia de la Categoría Primera B, a los 13 segundos de juego. Sucedió el 31 de julio en la victoria de Academia 2-0 Juventud Girardot en el Estadio Compensar.

## Clubes
| Club                 | País     | Año       | Partidos | Goles |
| -------------------- | -------- | --------- | -------- | ----- |
| Academia             | Colombia | 2008—2010 | 80       | 6     |
| Atlético Bucaramanga | Colombia | 2011      | 17       | 1     |
| Cortuluá             | Colombia | 2012      | 5        | 0     |
| Expreso Rojo         | Colombia | 2013      | 10       | 0     |